# تیم ملی والیبال مردان اوکراین
تیم ملی والیبال مردان اوکراین (انگلیسی: Ukraine men's national volleyball team) یک تیم والیبال است که زیر نظر فدراسیون والیبال اوکراین در مسابقات بین‌المللی شرکت می‌کند. این تیم تاکنون یک بار در سال ۱۹۹۸ به مسابقات جهانی راه یافته و به مقام دهم رسیده‌است. هم‌چنین تیم ملی والیبال اوکراین چهار بار در مسابقات قهرمانی اروپا شرکت کرده و بهترین عنوان آن در این مسابقات، مقام ششم در سال ۱۹۹۳ بوده‌است.